# Lexington (South Carolina)
Lexington ist eine Stadt (Town) im Lexington County im Bundesstaat South Carolina in den Vereinigten Staaten. Das U.S. Census Bureau hat bei der Volkszählung 2020 eine Einwohnerzahl von 23.568 ermittelt. Lexington ist die zweitgrößte Stadt der Metropolregion um Columbia und der Verwaltungssitz des Lexington County.

## Lage
Lexington befindet sich im Zentrum des Bundesstaates South Carolina, rund 19 Kilometer westlich von Columbia. Die Stadt liegt am Lake Murray, einem Stausee des Saluda River.

## Geschichte

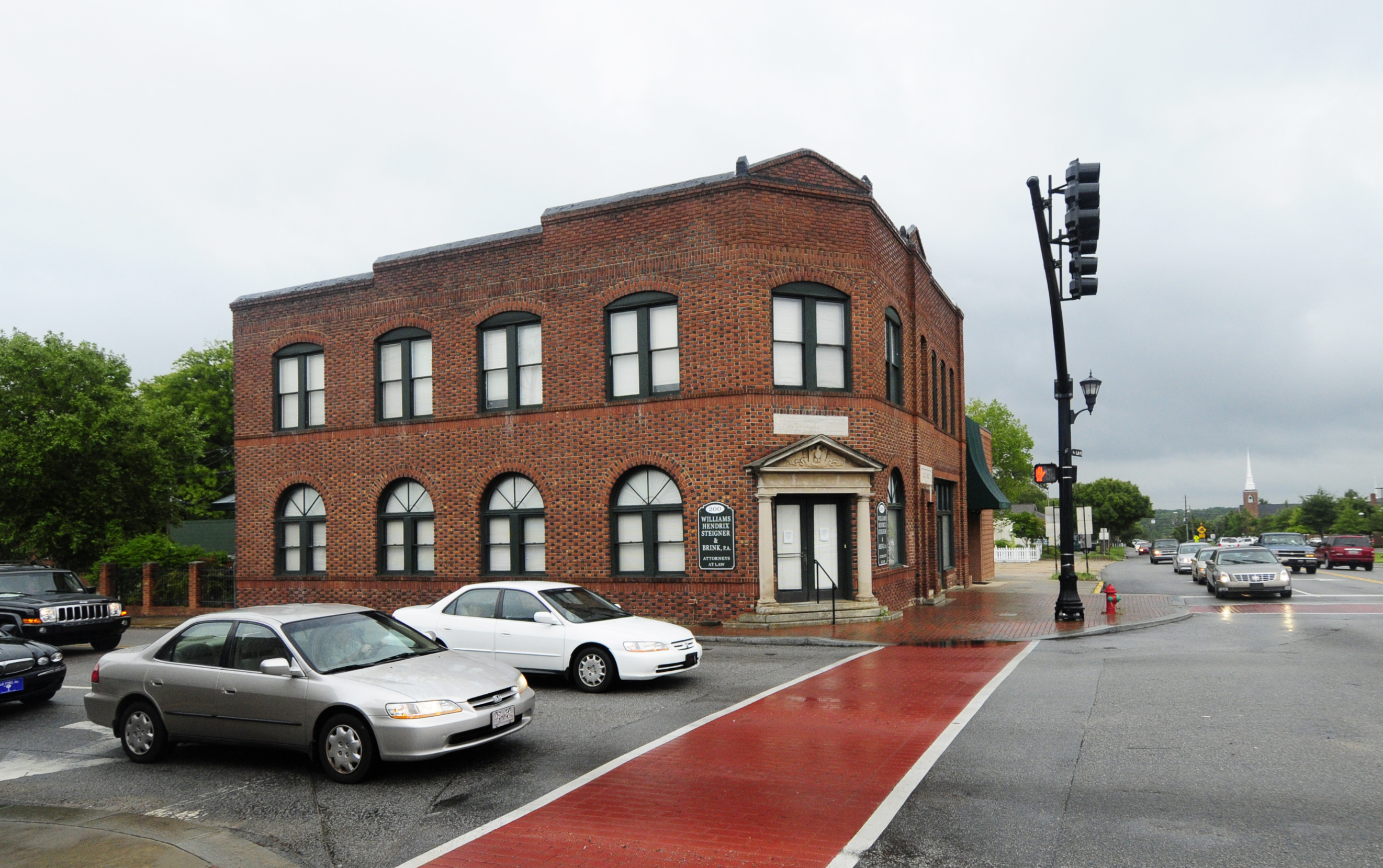
Home National Bank

Im Jahr 1735 wurden im Zentrum der damals noch britischen Province of South Carolina auf Geheiß des Königs Karl II. von England elf Townships eingerichtet, die als Pufferzone zwischen dem Land der amerikanischen Ureinwohner im Nordwesten der Provinz und dem von europäischen Kolonisten besiedelten South Carolina Lowcountry dienen sollten. Eines davon war das Saxe Gotha Township, dessen Zentrum an der Stelle der heutigen Stadt Lexington lag. Das Township wurde nach Augusta von Sachsen-Gotha-Altenburg benannt. Das Township war zunächst überwiegend landwirtschaftlich geprägt.
Während der amerikanischen Revolution fand am 16. November 1781 knapp nördlich von Lexington die Schlacht von Tarrar Springs statt. Im Jahr 1785 wurde das Saxe Gotha Township aufgelöst und durch das deckungsgleiche Lexington County ersetzt, das in Erinnerung an die Schlacht von Lexington und Concord benannt wurde. Erster Verwaltungssitz des Lexington County war die Stadt Granby, aufgrund regelmäßiger Überflutungen wurde das Lexington County Courthouse im Jahr 1820 an seine heutige Position verlegt. Granby ist heute vollständig in der Stadt Cayce aufgegangen. Die Siedlung um das neue Courthouse wurde schließlich im Jahr 1861 unter dem Namen Lexington als Town inkorporiert.
Zum Zeitpunkt der offiziellen Stadtgründung gab es in Lexington zwei Kirchen, mehrere Schulen, eine Wagenfabrik, eine Sägemühle, eine Schmiede und mehrere weitere Industriebetriebe. Im Zuge des Sezessionskrieges wurde das ursprüngliche Lexington County Courthouse im Jahr 1865 bei Kampfhandlungen zerstört. Die beinahe vollständig zerstörte Stadt wurde in den folgenden Jahren wieder neu aufgebaut. Zwischen 1890 und 1900 kam es durch den Bau der Columbia to Augusta Railroad und der Lexington Textile Mill zu einem starken Bevölkerungsanstieg. In den Jahren 1894 und 1916 wurde die damals noch überwiegend aus Holzhäusern erbaute Stadt durch Brände zerstört, was zu den heutigen Ziegelgebäuden in der Innenstadt führte.
Am 16. August 1994 wurde Lexington von einem Tornado der Stärke drei auf der Fujita-Skala getroffen. In der Stadt wurden 40 Menschen verletzt.

## Bevölkerung
Beim United States Census 2010 hatte Lexington 17.870 Einwohner, die sich auf 8101 Haushalte und 2558 Familien verteilten. 83,88 % der Einwohner waren Weiße, 12,48 % Afroamerikaner, 2,05 % Asiaten, 0,18 % amerikanische Ureinwohner und 0,03 % pazifische Insulaner; 0,67 % der Einwohner waren anderer Abstammung und 0,70 % hatten zwei oder mehr Abstammungen. Hispanics und Latinos machten 1,91 % der Gesamtbevölkerung aus. In 55,9 % der Haushalte lebten verheiratete Ehepaare. 40,5 % der Haushalte hatten Kinder unter 18 Jahren, die bei ihnen wohnten und in 7,5 % der Haushalte lebten Senioren über 65 Jahre.
Das Medianalter lag in Lexington im Jahr 2010 bei 33 Jahren. 27,1 % der Einwohner waren jünger als 18 Jahre, 7,5 % waren zwischen 18 und 24, 39,6 % zwischen 25 und 44, 18,3 % zwischen 45 und 64 und 7,5 % der Einwohner waren 65 Jahre oder älter. Auf 100 weibliche Einwohner kamen 97,6 männliche Einwohner.
Zum Zeitpunkt der Volkszählung betrug das Medianeinkommen in Lexington pro Haushalt 53.865 US-Dollar und pro Familie 65.694 US-Dollar. Das durchschnittliche Pro-Kopf-Einkommen lag bei 23.416 US-Dollar. 5,2 % der Familien und 7,2 % aller Einwohner von Lexington lebten unterhalb der Armutsgrenze, davon waren 7,3 % unter 18 und 14,5 % über 65 Jahre alt.

## Infrastruktur

### Verkehr

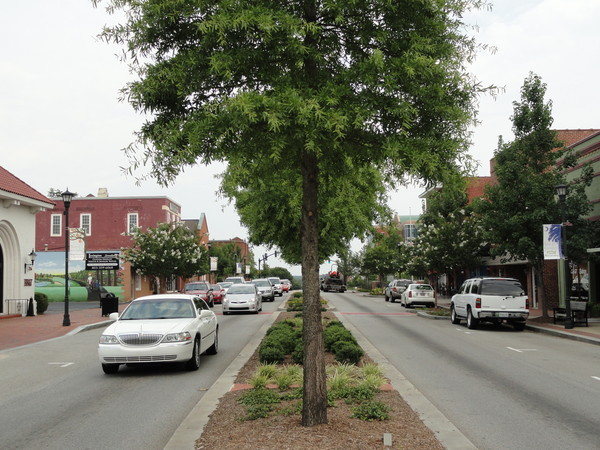
U.S. Highway 1 in Lexington

Durch das Stadtgebiet von Lexington verlaufen der Interstate 20 zwischen Augusta und Columbia, die U.S. Highways 1 und 378 von Augusta nach Columbia beziehungsweise von Greenwood nach Columbia sowie die South Carolina Route 6 in Richtung Charleston. In der Nähe der Stadt liegt zudem der Interstate 26, der ebenfalls nach Charleston verläuft.
Der Columbia Metropolitan Airport liegt etwa 12 Kilometer südöstlich von Lexington.

### Bildung

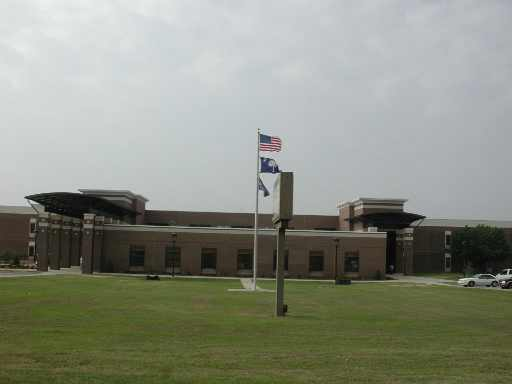
Lexington High School

Die Schulen der Stadt Lexington gehören, wie alle öffentlichen Schulen des Lexington County, dem Schulbezirk Lexington County School District One an. In der Stadt selbst gibt es fünf Grundschulen, zwei Mittelschulen und eine Highschool. Dem Schulbezirk gehören insgesamt dreizehn Grundschulen, sechs Mittelschulen und drei Highschools an.

## Persönlichkeiten
- Manuel Simeon Corley (1823–1902), Politiker
- Floyd Spence (1928–2001), Politiker, besuchte die Lexington High School
- Wrenn Schmidt (* 1982/83 in Lexington), Fernseh- und Filmschauspielerin
- Jake Holley (* 1996), Schauspieler und Model